# Arthur Achleitner
Arthur Achleitner (Straubing, 1858. augusztus 16. – München, 1927. szeptember 29.) német író.

## Élete
Apja Innozenz Achleitner, a straubingi plébánia kórusának vezetője volt. Tanulmányait szülővárosában kezdte meg, majd a salzburgi egyetemen folytatta, a tanári pályára készült. Apja halála után azonnal megszakította tanulmányait, s beutazta Európát. A Rajna és a Duna mentén tett, csaknem a Fekete-tengerig tett első utazásáról számos lapnak küldött színes beszámolókat, így nem csupán finanszírozni tudta útját, hanem rátalált saját, egyéni írásmódjára is. A nagyközönség hamar megismerte nevét, s 1878-ban a müncheni Süddeutsche Presse szerkesztői állást kínált fel neki. Achleitner a lap teljes fennállása alatt a szerkesztőség munkatársa maradt, majd Münchenben szabadúszó író lett. A nyári hónapokban Bajorországból Stájerországba, a hegyekbe utazott, ahol a Wittelsbach és Habsburg birtokokon vadászott. Tapasztalatait vadászati tárgyú regényeiben írta meg. 1897-ben Szász-Anhalt hercege professzori, 1900-ban bírói tanácsosi címmel tüntette ki. A Sendlinger Friedhof temetőben nyugszik Münchenben. A Szent Sír Lovagrend tagja volt. 

## Munkái
- Geschichten aus den Bergen. 4 kötet. Philipp Reclam. Leipzig (1889–1892)
  - 1. Band. Leipzig (1889?). Reclam Universal-Bibliothek, Bd. (2625?) (Új kiadás: 1918)
  - 2. Band. Leipzig 1890. RUB Bd. (?)
  - 3. Band. Leipzig 1891. RUB Bd. (?)
  - 4. Band. Leipzig 1892. RUB Bd. (?)
- Im Passionsdorfe. Originellster Führer zu den Passionsspielen in Oberammergau. Scherzer. München, 1890
- Aus dem Hochland. Berggeschichten, Skizzen und Culturbilder aus der bayerischen und österreichischen Alpenwelt. E. Stahl, München, 1892
- Tirol und Vorarlberg. Neue Schilderung von Land und Leuten. Mit farb. Trachtenbildern. Payne. Leipzig, 1894. XI.
- Fels und Firn. Erzählungen aus den Bergen. Adolf Bonz & Comp. Stuttgart, 1895
- Grenzerleut´. Bilder aus den Alpen (Ein treues Leut. Achterdrusch und Puchlmusik). Verein für Deutsches Schriftthum. Berlin, 1896
- Im grünen Tann. Schwarzwaldnovellen. 8. – 10. Tsd. Verein der Bücherfreunde. Berlin, 1896 (6. Jahrgang, Band 3)
- Der Forstmessias. Verein der Bücherfreunde Schall & Grund. Berlin, 1897
- Die Herzogskerze. Verein der Bücherfreunde Schall & Grund. Berlin, 1897
- Der Hirsch von Eßlingen. Roman. Verein der Bücherfreunde Schall & Grund. Berlin, 1897 (7. Jg., Band 1)
- Amor im Hochland. Liebesbilder aus den Alpen. Müller – Mann. Leipzig, 1899 mit Abb.
- Celsissimus. Salzburger Roman. Verein der Bücherfreunde A. Schall, Berlin, 1901 (11. Jg., Band 2)
- Themis im Gebirge. Zwei Erzählungen aus dem Allgäu. C. Duncker. Berlin, 1902
- Das Schloß im Moor (1903) (Digitalisiert: 21.3.2008 nach 2. Auflage 1908)
- Das Bähnle. Humoristischer Hochlandsroman. J. Hubhl, Negensburg, 1904
- Stöffele. Lebensbild eines tirolischen Heldenpriesters. 2. Auflage. Verlag Josef Habbel. Regensburg – Wien (1918) (1. Aufl. 1904?)
- Exzellenz Pokrok. Gebr. Paetel. Berlin, 1905
- Themis und Diana. Gebr. Paetel. Berlin, 1913
- Scheiblerblut. B. Elischer Nachf. Leipzig o. J. (1915?)
- Fröhliches aus dem Leben. Erzählungen: Die Henne im Zollamt, Die goldene Glocke, Ferkel im Heu, Stichproben auf die Volkstümlichkeit, Kittekprotektion, Schmuggel auf der Lokomotive. Verlag Josef Habbel. Regensburg, 1919
- Aus Kroatien. Skizzen und Erzählungen. Eckstein. Leipzig, 1920
- Ein Bremserleben. Erzählung. Schriftenvertriebsanstalt, Berlin, 1921
- Die Jagdjunker. Ein Roman aus dem Wiener Rokoko. Parey, Berlin, 1922, Grüne Bücher, Nr. 13
- Von der Umsturznacht bis zur Totenbahre. Die letzte Leidenszeit König Ludwigs III. (König von Bayern). Veduka – Verlag, Dillingen a. D. – München, 1922
- Büchsenspanner. 3. Bände. Veduka – Verlag, Dillingen a. D. – München, 1922/23
- Der Glämmerspion. Erzählung aus dem Dienstleben auf der Arlbergbahn. Schriftenvertriebsanstalt, Berlin (um 1926)

## Külső hivatkozások
- Arthur Achleitner néhány online hozzáférhető munkája a Project Gutenberg oldalon
- Arthur Achleitner munkái a Worldcat oldalon
- Arthur Acheitler néhány munkája a német Wikisource oldalon

## Fordítás
- Ez a szócikk részben vagy egészben  az   Arthur Achleitner című német Wikipédia-szócikk ezen változatának fordításán alapul.  Az eredeti cikk szerkesztőit annak laptörténete sorolja fel. Ez a jelzés csupán a megfogalmazás eredetét és a szerzői jogokat jelzi, nem szolgál a cikkben szereplő információk forrásmegjelöléseként.